# 寺島忠三郎
寺島 忠三郎（てらしま ちゅうざぶろう）は、幕末の長州藩士、尊皇攘夷派の志士である。
作間忠三郎などの変名を名乗る。家格は無給通組。

## 経歴
周防国（山口県）に生まれる。藩校明倫館、私塾松下村塾で吉田松陰に師事した。文久2年（1862年）、高杉晋作、久坂玄瑞、大和弥八郎、長嶺内蔵太、志道聞多、松島剛蔵、有吉熊次郎、赤禰幹之丞、山尾庸三、品川弥二郎らと御楯組結成に参加、長州藩家老の長井雅楽暗殺計画にも参加する。
元治元年（1864年）、八月十八日の政変で長州藩が失脚した後に、久坂玄瑞と共に禁門の変で互いに刺し違えて自害して果てた。享年21。

## 関連作品
テレビドラマ
- 『花神』（1977年、NHK大河ドラマ、演：池田秀一）
- 『新選組!』（2004年、NHK大河ドラマ、演：加藤大治郎）
- 『花燃ゆ』（2015年、NHK大河ドラマ、演：鈴木伸之）